# She-Ra (personaje)
She-Ra es un personaje de ficción dentro del universo Masters of The Universe. Pertenece a la línea de juguetes Mattel, desde la creación de la serie animada de He-Man and the Masters of the Universe. She-Ra es la hermana gemela de He-Man, cuya identidad secreta es Adora, hija de los Reyes de Eternia, que fue secuestrada por Hordak, el antiguo maestro y enemigo de Skeletor, que la hizo formar parte del ejército de la horda. She-Ra al igual que su hermano, también posee los mismos poderes sobrehumana para luchar a favor de la justicia. She-Ra y sus amigos, los valientes rebeldes, y con la colaboración de su hermano He-Man quien vive en Eternia, ambos luchan para defender a Etheria de las fuerzas de Hordak y también de Skeletor.

## Origen
La creación de She-Ra, ha sido inspirada en la serie animada de He-Man, que animó a la empresa Mattel, en crear una versión femenina con los mismos poderes de este personaje masculino. A la vez que se equipara con el mismo éxito de He-Man and the Masters of the Universe desde 1983 hasta 1985.
She-Ra, al igual que su hermano, también fue plasmada en la línea de juguetes y cómics.
En 1985, se produce una serie de dibujos animados de She-Ra: The Princess of the Power, producida por la productora ya desaparecida de Filmation que se emitió hasta 1987. A pesar de que She-Ra, no participa en la serie He-Man and the Masters of the Universe, en uno de los episodios de esta serie titulada el Origen de Sorceress, se vio su espada junto a la de He-Man que fue producida en la segunda temporada de 1984. Lo que indicó para los televidentes, una señal de la existencia de un personaje más aparte de He-Man.

## Características
She-Ra posee una fuerza sobrehumana que deriva también de los poderes mágicos del Castillo Grayskull. Cada vez que Adora tiene la Espada del Poder en alto y proclama: "¡Por el honor de Grayskull!, está dotada con fabulosos poderes secretos y se transforma en She-Ra, "la mujer más poderosa del Universo". Si bien, los secretos del Castillo Grayskull, también fue cedido al Castillo de Cristal, donde She-Ra, su hermano He-Man y los que conocen el secreto de la transformación de Adora y del príncipe Adam, solo ellos tienen conocimiento de su existencia.
She-Ra es un personaje en gran parte no violento, utilizando la fuerza como último recurso. Lo utiliza con frecuencia su intelecto y que prefiere ser más astuta que sus adversarios; la mayoría de las acciones violentas normalmente consistían en romper objetos. Al igual que su hermano He-Man, bajo normas, no podía utilizar su espada como arma ofensiva, golpear o patear a nadie. Solo se le permitió destruir a los enemigos robóticos pertenecientes al ejército de Hordak. She-Ra también ha demostrado su fuerza levantando montañas, rocas u otros objetos pesados y lanzándolas hacia un objetivo determinado
She-ra también se caracteriza como un personaje dulce, amable y de buen corazón, a la vez tipo maternal y de buenos sentimientos, que trata de ayudar a sus amigos y a las demás personas fuera de la rebelión, mediante charlas y consejos cuando se encuentran en problemas. La transformación de su espada en otros objetos, le ayuda en todo cuando se trata sobre la necesidad de herramientas para resolver varios problemas. Si bien, She-Ra es tanto defensora del Castillo de Luna Brillante gobernada por la Reina Ángela, como el Castillo de Cristal, que lo protege contra las fuerzas malignas de Hordak, similar a las pretensiones de Skeletor como de apoderarse del Castillo Grayskull. Este con el motivo de apoderarse de una perla mágica donde está protegida al interior del Castillo de Luna Brillante, y para obtener los poderes de la perla y declarase dueño total de Etheria y a la vez con la intención de invadir a Eternia. Gracias a She-Ra y sus amigos, los valientes rebeldes, y algunas veces con la ayuda de He-Man, tanto Etheria como Eternia, logra estar a salvo cuando el Castillo de Luna Brillante está bajo defensa y protección.